# 誰よりもずっと…
『誰よりもずっと…』（だれよりもずっと…）は、奥井雅美の通算1作目のシングルである。

## 背景
かねてから松任谷由実をはじめ、斉藤由貴やWinkのコンサートでコーラスを担当していた奥井雅美のメジャーデビューシングルで、永野あかね原作のOVA『ふぁんたじあ』の主題歌として使用され、表題曲とオフヴォーカルの他に、ラジオドラマ『第一話「非凡なる学園生活」』を収録している珍しいタイプのシングルである。この構成に関して、のちに奥井は「当時はドラマCDも流行っていたので」とコメントしている。
翌年にリリースされたアルバム『Gyuu』では、特に表記は無いがピアノの弾き語りによるバージョンで収録されており、シングルバージョンが奥井名義の作品に収録されたのは、2001年に発売されたベスト・アルバム『S-mode #1』である。

## ディスクジャケット
- ディスクジャケットには『ふぁんたじあ マロンにおまかせ♡』しか表記されていないうえ、アーティスト写真ではなく主要キャラクターしか描かれていないため、一見しても奥井のシングルとはわかりにくいものとなっている。

## 収録曲
| 全作曲・編曲: 渡辺俊幸。 |                                                             |           |            |       |
| #                        | タイトル                                                    | 作詞      | 作曲・編曲 | 時間  |
| 1.                       | 「誰よりもずっと…」                                         | 有森聡美  | 渡辺俊幸   | 3:37  |
| 2.                       | 「誰よりもずっと…」(OFF VOCAL VERSION)                      |           | 渡辺俊幸   | 3:36  |
| 3.                       | 「熱血電波倶楽部・ふぁんたじあ 第一話『非凡なる学園生活』」 | 隅沢克之  | 渡辺俊幸   | 13:31 |
| 合計時間:                | 合計時間:                                                   | 合計時間: | 20:44      |       |

## クレジット

### 熱血電波倶楽部・ふぁんたじあ 第一話『非凡なる学園生活』
| STAFF - 脚本 : 隅沢克之 - 音楽 : 渡辺俊幸 - 音響演出 : 若林和弘 - 効果 : 倉橋静男 (サウンドボックス) - 調整 : 山田利陽 - スタジオ : 東京テレビセンター - 録音制作 : オムニバスプロモーション | CAST - マロン : 弥生みつき - 大月秋広 : 古本新之輔 - ショート : 井上喜久子 - モンブラン : 大坪純子 - ロール : 難波圭一 - 田中美幸 : 兵藤まこ - 鯛野教師 : 後藤敦､他 |

## メディアでの使用
| 曲名                | タイアップ                |
| ------------------- | ------------------------- |
| 「誰よりもずっと…」 | OVA『ふぁんたじあ』主題歌 |